# Las Vegas (Nouveau-Mexique)
Ne pas confondre avec la ville du Nevada, Las Vegas
Pour les articles homonymes, voir Las Vegas (homonymie).
Las Vegas (en espagnol, son nom signifie « les vallées ») est une ville américaine, siège du comté de San Miguel, dans l'État du Nouveau-Mexique. 

## Géographie
La municipalité s'étend sur 20,27 km2 dans l'ouest du comté de San Miguel. Elle est formée par la réunion des deux localités de West Las Vegas (« vieille ville ») et East Las Vegas (« nouvelle ville »), partagées par la Gallinas, qui gardent un caractère distinct et des districts scolaires rivaux.

## Histoire
Las Vegas est fondée en 1835 lorsqu'un groupe de colons reçoit des terres du gouvernement mexicain. La cité est construite dans le style colonial espagnol, avec une plaza, place centrale entourée de constructions qui peuvent servir de fortifications en cas d'attaque. Las Vegas devient prospère en tant que halte sur la piste de Santa Fe. Pendant la guerre américano-mexicaine en 1846, le général américain Stephen W. Kearny, sur la place de Las Vegas, revendique le Nouveau Mexique au nom des États-Unis.
Lorsque le chemin de fer arrive en ville en 1880, on installe des magasins à moins de 2 km à l'est de la plaza, créant ainsi une nouvelle ville, rivale (comme à Albuquerque). Pendant l'âge d'or du chemin de fer, le développement économique de Las Vegas explose, devenant rapidement l'une des plus grandes villes du sud-ouest américain. Au tournant du siècle elle dispose de tous les aménagements modernes, comme un tramway, une Carnegie library, une Harvey House du nom de l'entrepreneur Fred Harvey, ainsi qu'une école normale, la New Mexico Normal School (maintenant New Mexico Highlands University (en)). Depuis le déclin des chemins de fer dans les années 1950, la population de la ville est restée stable.

## Démographie
| Groupe            | Las Vegas | Nouveau-Mexique | États-Unis |
| ----------------- | --------- | --------------- | ---------- |
| Blancs            | 64,9      | 68,4            | 72,4       |
| Autres            | 26,3      | 15,1            | 6,4        |
| Métis             | 3,7       | 3,8             | 2,9        |
| Afro-Américains   | 1,9       | 2,1             | 12,6       |
| Amérindiens       | 2,1       | 9,4             | 0,9        |
| Asiatiques        | 1,0       | 1,4             | 4,8        |
| Total             | 100       | 100             | 100        |
|                   |           |                 |            |
| Latino-Américains | 80,5      | 46,3            | 16,7       |

Selon l'American Community Survey, pour la période 2011-2015, 54,48 % de la population âgée de plus de 5 ans déclare parler l'espagnol à la maison, 42,03 % l’anglais, 0,76 % une langue chinoise et 2,73 % une autre langue.

## Politique et administration
La ville est dirigée par un maire et quatre conseillers élus pour un mandat de quatre ans. David G. Romero est maire depuis 2023.

## Jumelage
- Dalwhinnie (Écosse)